# Ekiztaş, Milas
Ekiztaş là một xã thuộc huyện Milas, tỉnh Muğla, Thổ Nhĩ Kỳ. Dân số thời điểm năm 2011 là 702 người.